# بیماریهای زنان
بیماری‌های زنان کتابی از جهانشاه صالح است که در سال ۱۳۴۲ منتشر و برندهٔ جایزه کتاب سال سلطنتی شد.